# Heckenstallerstraße
Die Heckenstallerstraße ist eine Straße im Süden Münchens und ein Teil des Mittleren Ringes. Sie hat eine Länge von 1,6 km.

## Lage
Die Heckenstallerstraße befindet sich etwa vier Kilometer südwestlich vom Münchner Stadtzentrum und durchquert die Stadtbezirke Sendling-Westpark und Sendling von Westen nach Osten. Sie ist Begrenzung der Münchner Umweltzone.
Die Bebauung der Heckenstallerstraße hat sich sehr heterogen entwickelt. Dies betrifft das Alter der Gebäude und deren Entfernung zur Straße ebenso wie die Höhe der Gebäude. Im Umfeld der Heckenstallerstraße sind wenig Grünflächen sowie Spiel- und Erholungsmöglichkeiten vorhanden.

## Verlauf
Die Heckenstallerstraße beginnt am Luise-Kiesselbach-Platz im Stadtbezirk Sendling-Westpark (Kreuzung mit B 2 – Autobahn Richtung Garmisch-Partenkirchen). Sie verläuft zunächst 150 Meter Richtung Südosten. An der Murnauer Straße biegt die Strecke Richtung Osten ab. Im weiteren Verlauf folgt die Kreuzung Friedrich-Hebbel-Straße/Höglwörther Straße. Ab hier ist die Heckenstallerstraße kreuzungsfrei ausgebaut. Nach der Ausfahrt Passauerstraße führt die Strecke unter S7 hindurch und erreicht damit den Stadtbezirk Sendling. Die Heckenstallerstraße endet an der Ausfahrt Plinganserstraße (B 11) und geht in die Brudermühlstraße über. Von hier besteht Anschluss in den Stadtbezirk Obergiesing und zur Autobahn Richtung Salzburg.

## Verkehr
Das Verkehrsaufkommen der Heckenstallerstraße beträgt vom Luise-Kiesselbach-Platz bis zur Murnauer Straße 103.000 Fahrzeuge pro Tag, bis zur Kreuzung Friedrich-Hebbel-Straße/Höglwörther Straße 89.000 Fahrzeuge pro Tag und bis zur Plinganserstraße 97.000 Fahrzeuge pro Tag.

## Projekt Mittlerer Ring Südwest

Lage des Projektes „Mittlerer Ring Südwest“ im Mittleren Ring

Straßenverlauf am Mittleren Ring nach Fertigstellung der Tunnel Heckenstaller- und Garmischer Straße

### Allgemein

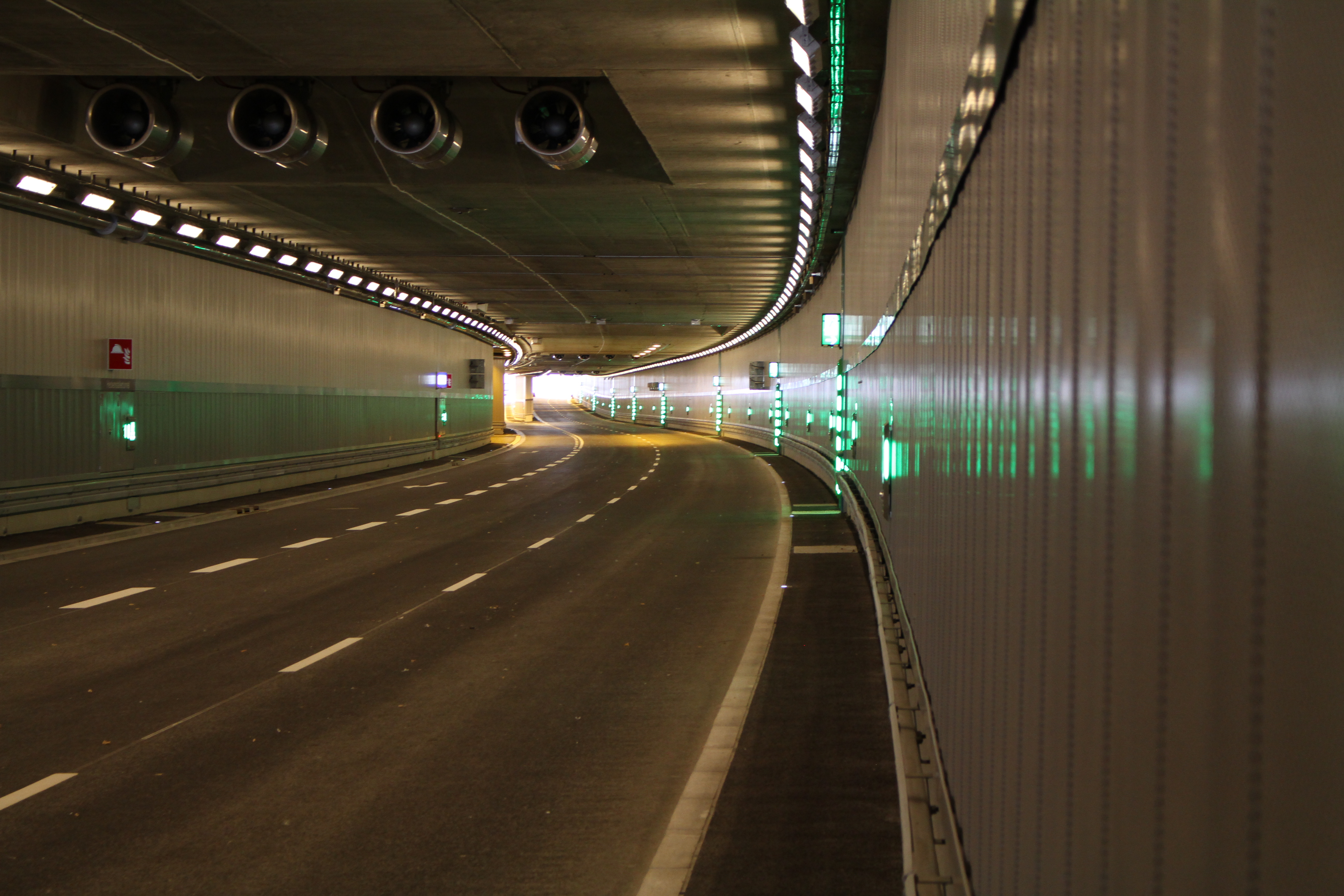
Tunnel Heckenstallerstraße nach der Fertigstellung

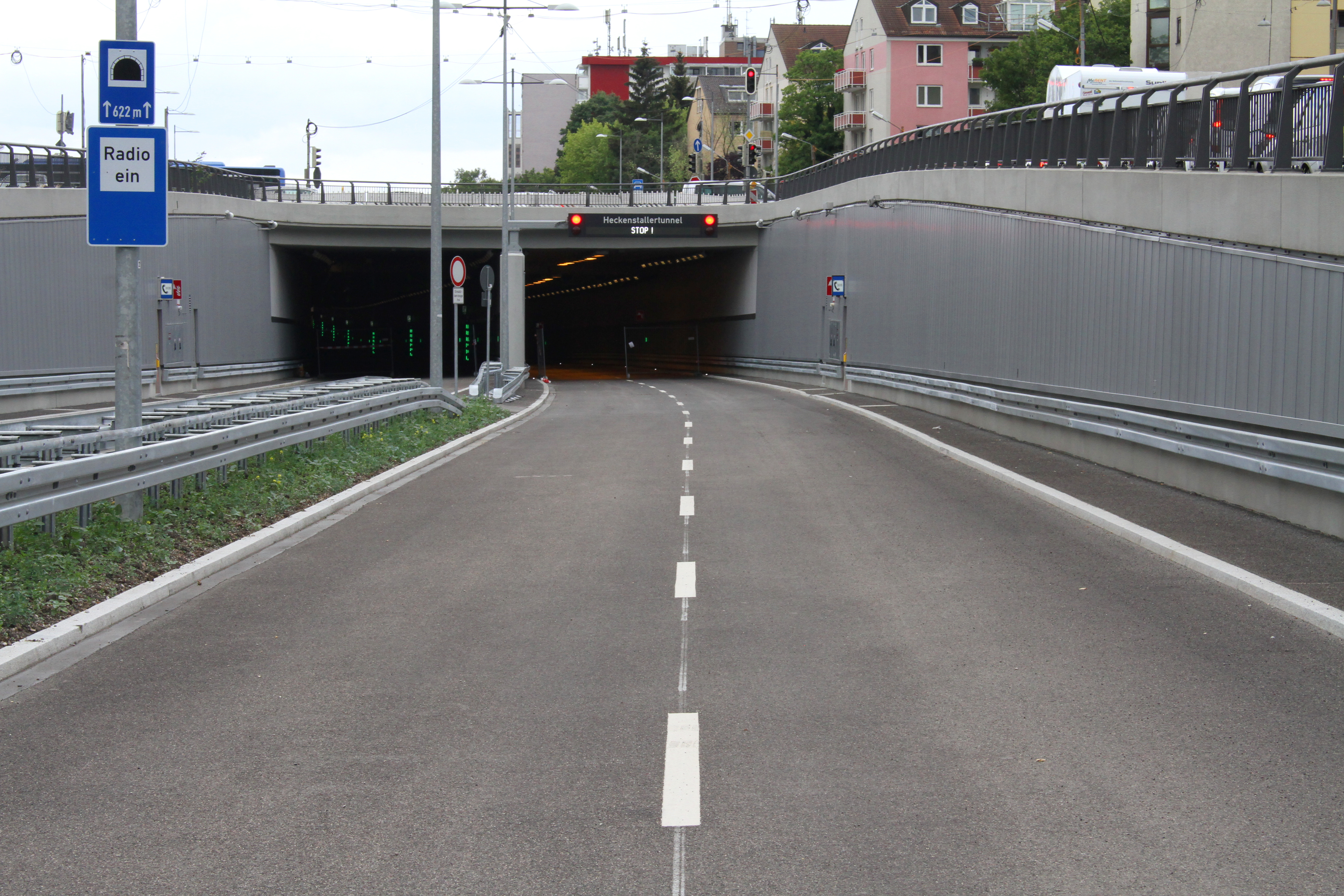
Ost-Portal des Tunnels

Seit spätestens den 1970er Jahren gab es Pläne zur unterirdischen Verlegung des Mittleren Rings im Südwesten Münchens. Bei der Errichtung des U-Bahnhofs Westpark (Eröffnung 1983) war der Bau eines Straßentunnels bereits mit eingeplant worden. Ende der 1980er Jahre war dann das Ingenieursbauwerk fertig durchprojektiert. Bei den Koalitionsverhandlungen zu Rot-Grün im Münchner Stadtrat im Jahr 1990 einigten sich SPD und Grüne auf Drängen des kleineren Koalitionspartners allerdings darauf, keine Tunnelprojekte für den Mittleren Ring mehr weiterzuverfolgen.
Im ersten Münchner Bürgerentscheid mit dem Titel „Drei Tunnel braucht der Mittlere Ring“ entschieden sich am 23. Juni 1996 die Münchner Wähler mit knapper Mehrheit für einen weiteren Ausbau des Mittleren Rings. Nach dem Petuel-, Effner- und Richard-Strauss-Tunnel war der Abschnitt Südwest der letzte Bauabschnitt dieses Bürgerentscheides.
Das Projekt „Mittlerer Ring Südwest“ war in fünf Baulosen aufgeteilt worden. Der westliche Teilabschnitt bis zur Friedrich-Hebbel-Straße/Höglwörther Straße war das Baulos D und wurde in Tieflage (sieben Meter unter Geländeniveau) geführt und dreistreifig je Richtungsfahrbahn ausgebaut. Etwa 600 Meter des östlichen Streckenabschnittes bis zur Passauerstraße wurden in einem Tunnel (Tunnel Heckenstallerstraße) geführt und bildeten das Baulos E.
Die Bauarbeiten am Tunnel wurden 2015 abgeschlossen, die offizielle Eröffnung fand am 25. Juli 2015 mit einem Bürgerfest statt.
Die Kosten des Bauprojektes „Mittlerer Ring Südwest“ mit Garmischer Straße und Tunnel, Luise-Kiesselbach-Platz und Heckenstallerstraße und Tunnel sowie der diversen Zu- und Abfahrten beliefen sich insgesamt auf fast 400 Mio. €.

### Oberflächengestaltung
Bis 2017 wurde der Westteil der Heckenstallerstraße (Tieflage) laut Planungen des Baureferats umgebaut: Die alte Grabbebrücke (für Fußbänger und Radfahrer) wurde im April 2010 abgerissen und im April 2015 durch einen ebenerdigen Neubau über die jetzt in Tieflage verlaufende Heckenstallerstraße ersetzt. Auf beiden Seiten des Mittleren Ringes wurden Schallschutzwände errichtet.
Über dem Tunnel Heckenstallerstraße soll kein Straßenverkehr mehr stattfinden. Auf dem etwa 600 Meter langen Teilstück entstand 2017 der Heckenstallerpark.

## Geschichte
Die Heckenstallerstraße entstand zwischen 1959 und 1962. Der Bereich vor dem Luise-Kiesselbach-Platz war zuvor der Murnauer Straße zugeordnet. Am Ostende im Bereich der Straßen Engelhardstraße/Fallstraße (die den alten Verlauf der Plinganserstraße darstellen) wurde alte dörfliche Bebauung von Mittersendling beseitigt (wie der barocke gemeinsame Pfarrhof von St. Achaz und St. Margaret, der sich südwestlich gegenüber von Engelhardstraße 35 befand), und der restliche alte Ortskern Mittersendlings Richtung Norden abgeschnitten. 
Von 2009 bis 2015 wurde zwischen Luise-Kiesselbach-Platz und Murnauer Straße der Tunnel Garmischer Straße, bis zur Kreuzung Friedrich-Hebbel-Straße/Höglwörther Straße die Strecke in Troglage und bis zur Passauerstraße der Tunnel Heckenstallerstraße gebaut.

## Namensgeber
Urban Heckenstaller war bayerisch-kurfürstlicher Geheimer Kanzleisekretär im 18. Jahrhundert. Er war Mitverfasser des Manifests, das zum Oberländer Aufstand gegen die Österreicher in der Sendlinger Mordweihnacht 1705/06 führte.